# Gare de Richwiller
La gare de Richwiller est une gare ferroviaire française de la ligne de Strasbourg-Ville à Saint-Louis, située sur le territoire de la commune de Richwiller, dans le département du Haut-Rhin, sur le territoire de la collectivité européenne d'Alsace.
Elle est aujourd'hui fermée au service des voyageurs, mais toujours ouverte au service du fret.

## Situation ferroviaire
La gare de Richwiller, établie à 257 m d'altitude, est située au point kilométrique (PK) 98,783 de la ligne de Strasbourg-Ville à Saint-Louis, entre les gares de Wittelsheim et Lutterbach.
Elle constitue la gare de jonction entre le réseau ferré national et le réseau ferré des et Mines de potasse d'Alsace (MDPA) et dispose ainsi d'un important faisceau de voies pour l'échange traction entre les locomotives SNCF et MDPA.

## Service des voyageurs

### Desserte
Elle était desservie par les trains TER Alsace (ligne de Strasbourg à Mulhouse-Ville). 

### Fermeture de la gare aux voyageurs
La fermeture de la gare (tout comme sa voisine de Wittelsheim) est effective depuis le 11 décembre 2011, en raison d'une importante modification du service ferroviaire local et national à cette date. Les raisons invoquées de cette fermeture sont multiples : mise en service de la LGV Rhin-Rhône, dont certains trains sont amenés à circuler sur la ligne de Strasbourg-Ville à Saint-Louis, réaménagement des horaires du TGV Est, accroissement des dessertes locales entre Colmar et Mulhouse ainsi que du fret, mise en place du cadencement et prise en compte des nombreux travaux d'infrastructure prévus. L'utilisation de la ligne de Strasbourg-Ville à Saint-Louis est ainsi profondément modifiée, contraignant la SNCF à fermer certaines gares parmi les moins fréquentées. Désormais, les habitants de Richwiller doivent se rabattre au choix sur les gares de Graffenwald, située à 4 km, de Lutterbach, à 4,4 km, ou utiliser la ligne 12 du réseau de bus de l'agglomération de Mulhouse, dont le terminus est situé près de la gare, pour rejoindre le centre-ville de Mulhouse.
L'ancien bâtiment voyageurs a par la suite été partiellement démoli (en l'occurrence le corps central, désaffecté, qui a été rasé après 2012) ; ainsi, seule subsiste l'aile.

## Service du fret
Cette gare est ouverte au service du fret mais n'est pas ouverte au trafic en wagon isolé.
Le document de référence du réseau (DRR) pour l'horaire de service 2019 indique que la gare dessert une installation terminale embranchée (ITE).